# Bärwinkel (Neuhardenberg)
Bärwinkel ist ein bewohnter Gemeindeteil von Neuhardenberg im Landkreis Märkisch-Oderland des Bundeslandes Brandenburg. Die kleine Siedlung ging aus einem Vorwerk des Gutshofes in Quilitz (heute Neuhardenberg) hervor und wurde ursprünglich nach der Trockenlegung des Oderbruchs zwischen 1798 und 1802 errichtet.

## Entwurfsgeschichte und Funktion
Im Jahr 1798 begann der Bau-Kondukteur Wilhelm Bode (1777–1806) in Diensten der Besitzerfamilie von Prittwitz mit ersten Planungen für das Vorwerk. Später wurde Karl Friedrich Schinkel im Atelier von David Gilly und dessen Sohn Friedrich Gilly mit dem Projekt betraut; Baubeginn war im Mai 1800.
Der Plan der gesamten Anlage aus den V-förmig angeordneten Oeconomie-Bauten, dem Stall- und Scheunengebäude, dem Verwalter- und Molkenhaus als Maison de Plaisance, dem Teich und den als Pleasureground angelegten, von einem Doppelgraben umgebenen Freiflächen geht auf die perspektivische Zeichnung eines Entwurfs Friedrich Gillys von 1796 zurück, die 1797 zur Titelvignette für David Gillys ersten Band seines Handbuchs der Land-Bau-Kunst wurde.
Als Vorbild für die V-förmige Anordnung im Winkel von 72° ist die Laiterie von Rambouillet für Marie-Antoinette, errichtet 1787–1788, durch Frank C. Möller auf dem Symposion zu Friedrich Gilly am 3. Mai 2025 vorgestellt worden. Friedrich Gilly hat die Laiterie später auf seiner Studienreise nach Paris und London besucht und dort Möbel skizziert.
Auf dem Vorwerk Bärwinkel betrieb der Quilitzer Standesherr Friedrich Wilhelm Bernhard von Prittwitz (1764–1843) eine Milchviehwirtschaft, in der die zur damaligen Zeit für die Region neuartige Stallhaltung und der Fruchtwechsel für Futterpflanzen durchgeführt wurde, um die Produktion zu erhöhen. Die Bauten der Gesamtanlage umfassten 1802 ein zweigeschossiges Verwalter- und Molkenhaus, eine Scheune und einen Stall für circa 100 Kühe, eingebettet in einen Pleasureground als englischen Landschaftsgarten, in dessen Nähe auch eine Mergelbrennerei lag. Den engen Bezug zum Hauptort Quilitz veranschaulichte eine ehemals freie Sichtbeziehung vom Verwalter- und Molkenhaus zur Kirchturmspitze von Quilitz.

## Molkenhaus

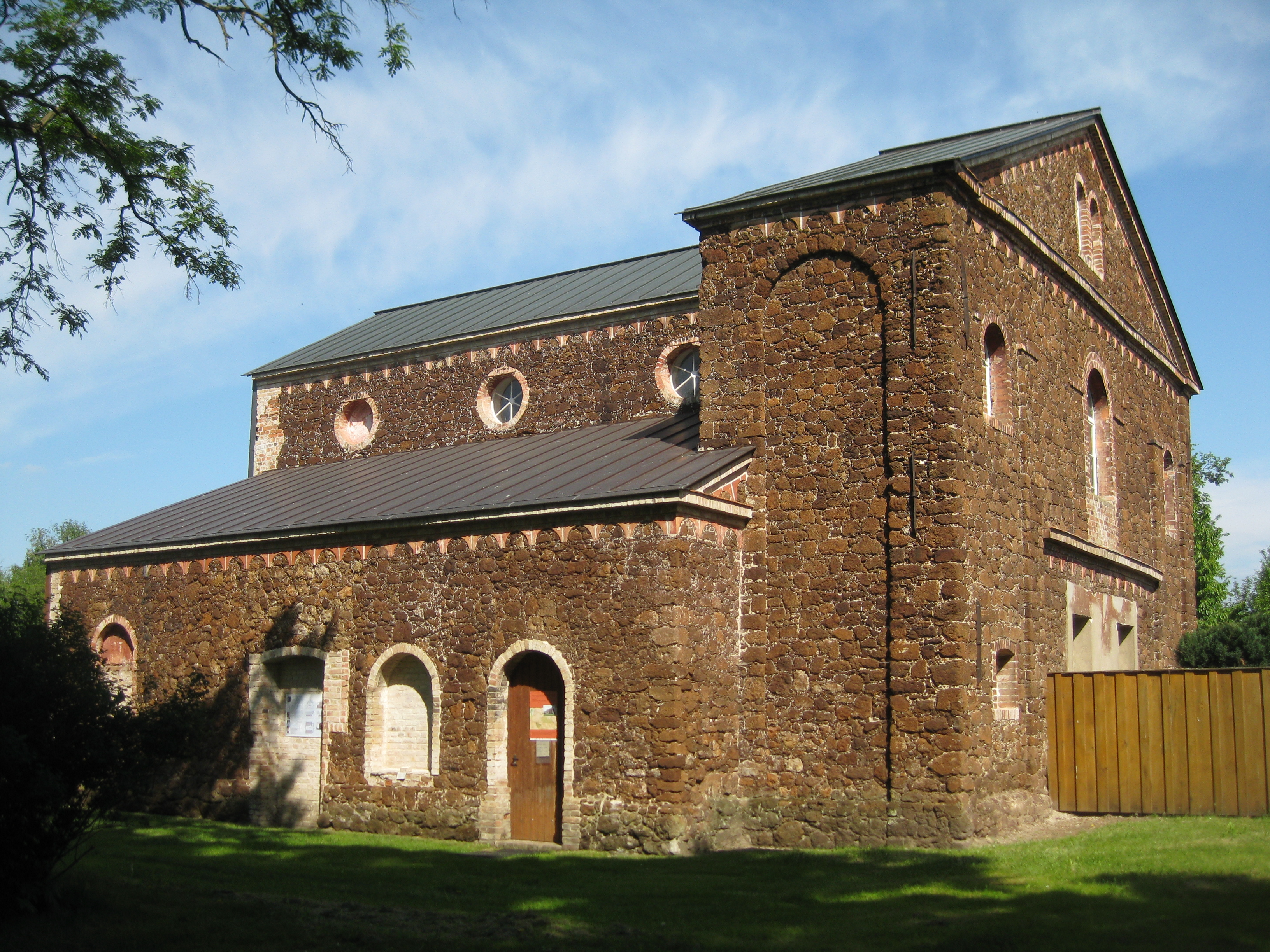
Molkenhaus Bärwinkel bei Neuhardenberg (2013)

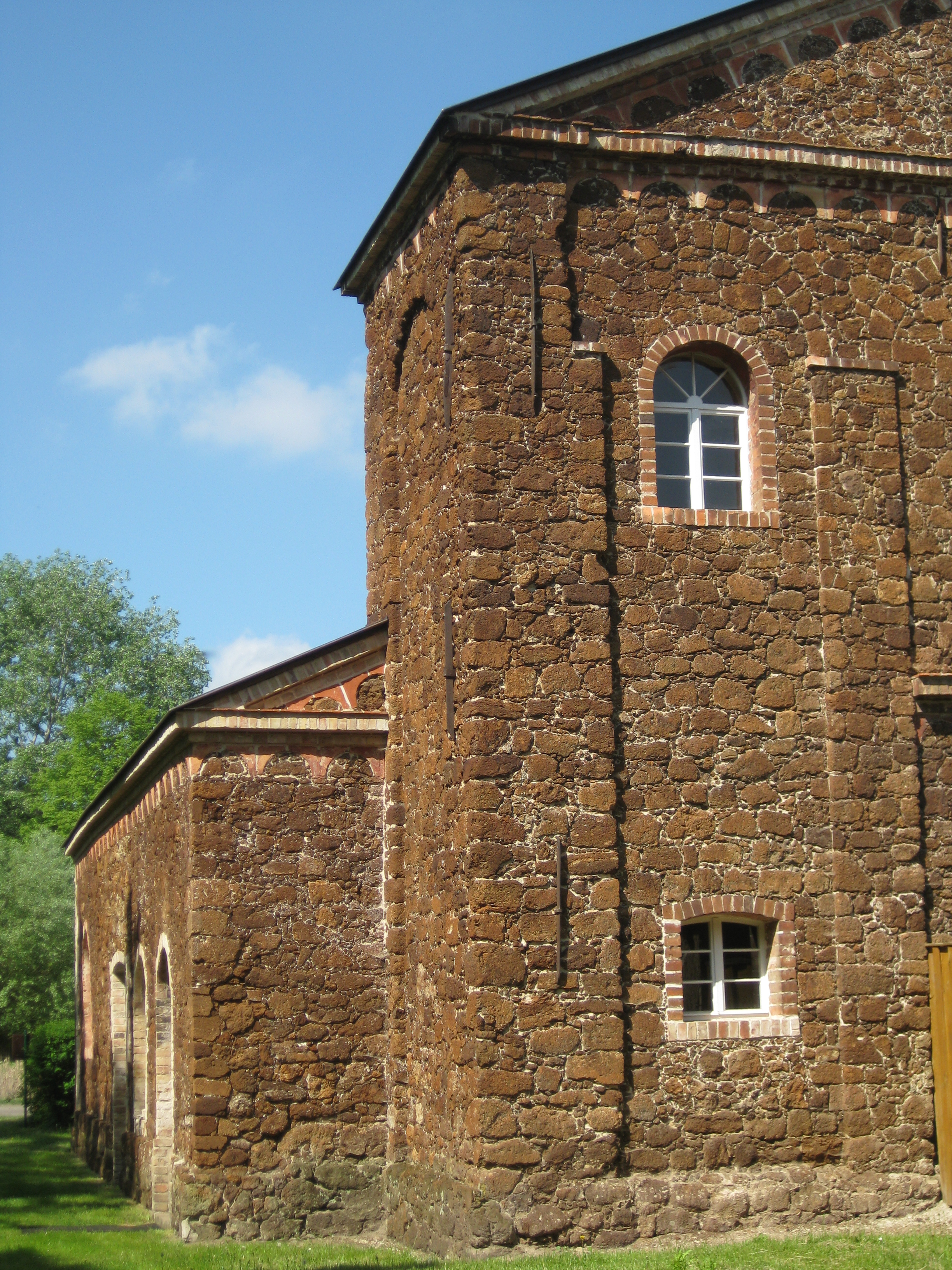
Molkenhaus Bärwinkel bei Neuhardenberg, Detail

Das 1802–1803 errichtete ehemalige Verwalter- und Molkenhaus gilt als das erste architektonische Hauptwerk des damals zwanzigjährigen Karl Friedrich Schinkel, auch weil dieser den Bau noch zu Lebzeiten selbst als die „unter seinen frühesten Bauten erheblichste und von eigentümlichster Anlage“ bezeichnete.
Das Gebäudeensemble besteht aus dem Verwalter- und Molkenhaus und zwei weiteren Wirtschaftsgebäuden in Form einer Ornamental Farm. Der Gesamteindruck der landschaftsgärtnerischen Anlage ist heute durch Parzellierungen, noch vorhandene Kriegszerstörungen, diverse Umbauten und Verfall beeinträchtigt. Das Molkenhaus enthielt ursprünglich zu ebener Erde die Wohnung und das Bureau des Verwalters, die Käserei und einen Salon für die Gutsherrschaft und ihre Gäste als Ausflugsziel sowie im oberen Stockwerk des Mittelschiffs einen Saal zur Versammlung. Die Verwendung von Raseneisenstein als einheimisches Baumaterial ist eine Besonderheit der Region.
Die baugeschichtliche Wiederentdeckung des Vorwerks Bärwinkel erfolgte im Zusammenhang mit 1960 veröffentlichen Forschungen von Hans-Herbert Möller. Der östliche Teil des zweigeschossigen Gebäudes stand schon in DDR-Zeiten seit 1980 unter Denkmalschutz, verfiel jedoch. Bereits in den 1970er Jahren untersuchte der West-Berliner Bauhistoriker Goerd Peschken mit Architekturstudenten, darunter Frank Augustin, die Schinkel-Bauten in Neuhardenberg und Bärwinkel. Anschließend widmete sich Peschken der Erforschung und kunsthistorischen Einordnung des Molkenhauses und vertritt seither die Auffassung, dieses eigenwillige Bauwerk habe Schinkel als eine Rekonstruktion des Salomonischen Tempels in Jerusalem in Form einer neoromanischen Basilika gedacht. Außerdem sei es der erste neoromanische Bau auf dem europäischen Festland. Nach der Wende von 1989 setzten sich Peschken und Augustin für Erhalt, Erforschung und Wiederherstellung des Molkenhauses ein. Seit 1990 wird es durch den von ihnen gegründeten Förderverein Bärwinkel e.V. zur Nutzung als Museum restauriert. Seit dem 225. Geburtstag von Karl Friedrich Schinkel 2006 kann eine Dauerausstellung „Der junge Schinkel 1800–1803“ in drei Räumen des Verwalter- und Molkenhauses besucht werden.

## Archivalien
- Entwurf zu einem basilikalen Wirtschaftsgebäude samt Portikus und Turm, auf nat.museum-digital.de (möglicher Vorentwurf Schinkels im Kupferstichkabinett Berlin)
- Entwurf zu einem Vorwerk im Oderbruch. Grundriss vom Obergeschoss, auf schinkel.smb.museum (möglicher Vorentwurf Schinkels im Kupferstichkabinett Berlin)[25]